# ワン (ハダナラ氏)
ワンは、ハダナラ氏女真族。初代ハダ部主・ワンジュの甥。初代ハダ国主。
「ワン (萬)」は清代史料における呼称で、明代史料では「王台」と呼ばれる。また、中華人民共和国では基本的に簡体字の「万」で表記される。
叔父・ワンジュ死後にハダ部主に即位し、明朝の寵臣として勢力を伸ばしながら、ハダ･グルン (-国) を樹立して、フルン (海西女直) と建州部をその支配下に置いた。しかし晩年には貪婪で暴虐的な性格が禍となって民心が離れ、次々と領土を失い、憂憤のうちに死亡した。

## 略歴
祖父・ケシネ (五世) は明朝に事え、嘉靖初に左都督に任命されて勢力を伸長させたが、間もなく自らの統治する塔山前衛で起った内乱で横死した。
ワンの叔父・ワンジュは、父・ケシネ殺害をうけてハダ地方へ逃れ、後に同地方の部主となって同じく明朝に事えた。このワンジュがハダナラ氏の始祖である。ワンジュは、度々明朝辺疆を侵犯したイェヘ部主・チュクンゲを執えて誅戮したことで、明朝から都督 (異民族に授与される最高位の官職) に任命され、更にイェヘの貢勅 (入貢勅書) 700道を横奪し、13の部落を奪取して、同時代のフルン (海西女直) 一帯に権勢を誇ったが、後にやはり部落の叛乱で殺害された。

### 即位建国
ワンジュと時を同じくして、ワンはシベ部のスイハという城 (現吉林省吉林市西方)に逃れていた。ワンジュが殺害されると、子・ボルコン･シェジンは父仇を討ち、ワンをハダに迎えて部主に推戴した。ハダ部主となったワンは、属部の民衆に近隣諸部を掠奪させるなど、遠交近攻外交を進めて勢力を伸ばした。
嘉靖中期から後期には、後にニングタと呼ばれる地域に住んでいたヌルハチの宗族と、ドンゴ部の間で抗争が起った。同地には六人の兄弟が住み、三子はソーチャンガといった (四子はヌルハチの祖父ギョチャンガ)。ソオチャンガは自らの子ウタイにワンの娘をもらっていた誼よしみでワンに出兵を要請し、ドンゴ兵を撃退させた。しかしその後の六兄弟は勢力の衰頽が続き、その中から徐々に勢力を伸ばしたヌルハチ (万暦38年出生) がマンジュ･グルン (満洲国) を樹立するのはワンの死から数年後のことである。

### 蒙古接近
フフホトに駐牧していたトゥメト部が遼東 (遼河東方) への移徙を始め、万暦1 (1573) 年、ワン入貢中の隙をついて属部から馬を多数掠奪した。その後、アルタン･ハーンの弟・韋徴 (ハイスハル･フンドゥレン･ハーン?) とワンが姻戚関係を結ぶと、アルタン･ハーンの長子・ドゥーレン･センゲ･ホンタイジ (小黄台吉) もイェヘを介して婚姻を求め、50,000騎を背景に圧力をかけたため、ワンは已む無く承諾した。ホンタイジは家畜のほか甲冑、皮衣などを結納として贈り、また白馬を屠って盟約を結んで、掠奪を働かないことを誓約した。それから間もなく、ホンタイジは明朝辺疆の掠奪をワンにもちかけたが、拒否されたため話は立ち消えとなった。
ホンタイジは万暦10 (1582) 年に亡父・アルタン･ハーンの後を継ぎ、セチェン･ハンと称してトゥメト部主に即位するが、後にワンの長子・フルガンに援軍を出してイェヘと対峙する一方、陰ではハダ併呑を目論んでフルガンの臣下を買収しようと画策した。

### 捕縛王杲
嘉靖から万暦初頭にかけての建州部の酋長に王杲という人物がいた。一説に清朝太祖・ヌルハチの外(曽)祖父とされる。王杲は、フルン (海西女真) の更に西に割拠した蒙古トゥメト部などと結託して、明朝の辺疆を度々侵犯した為、明朝は非常に手を焼いていたが、ちょうどこの頃に頭角を表し始めたワンは、その間に入って両者の結託を阻止した。明朝はそんなワンに一目置くようになり、亡祖父・ケシネの都督を承襲させた。
隆慶6 (1572) 年、建州部の一部属民が明朝に亡命する事件が起き、王杲は引き渡しを求めて開原城 (現遼寧省鉄嶺市開原市) の武官に詰め寄ったが、門前払いを食らった。王杲は報復に幾度も明朝の辺疆を侵犯し、多数の人を殺害、拉致した。一方の明朝側は有効な手立てを講じることもできず、五箇月ほどの期間に拉致された数百人も依然帰還させられず、更には撫順関 (現遼寧省撫順市) に迫った王杲と盟歃させられるなど、宗主国としての威厳すら最早失いかけていた。そこで開原城の武官は、ワンに檄文を出して王杲との直談判を命じた。ワンは1,000騎を率いて建州部に王杲を訪ねると、拉致した兵士と民衆および掠奪物の返還を要請し、撫順関で盟約を誓わせた。これにより、停止していた貢市 (朝貢と互市) は復旧し、王杲の騒動はひとまづ鎮静化された。
しかし、僅か数年後の万暦2 (1574) 年にまたも建州部から数名が亡命し、辺塞の武官がやはり引き渡しを拒否した為、王杲らは武官数名を殺害し、それにより入貢を禁止された。再び檄文を受けたワンは、建州衛の都督・大疼克らを連れて辺塞側に掛け合い貢市を復旧させると、次いで拉致された兵卒を奪還し、武官殺害犯・兀黒を引き渡した。
逃亡した王杲は、朝貢を止められて属部が困窮していることを理由に、トゥメト部などを糾合して遼陽 (現遼寧省遼陽市)、瀋陽 (同瀋陽市) を襲撃した。明軍は王杲の部落を重火器を以て潰滅させたが、王杲はまたしても逃亡した。そして翌万暦3 (1575) 年、再度侵犯を試みた王杲はまたも明軍に包囲され、命辛々突破したものの明軍に進路を塞がれた為、やむなく北進してワンが統治するハダ領に逃げ込んだ。明朝はすかさずワンに檄文を出し、ワンは長子・フルガンとともに王杲を捕縛した。報せをきいた神宗・万暦帝は、紫禁城まで王杲を押送させ、午門で王杲の身柄を受け取った。王杲はその後、馬市で磔死した。ワンは功績をもって右柱国、龍虎将軍 (ともに勲官の一種) を授与され、子・フルガンは都督僉事に昇任した。この頃、ハダの領土は、東のウラおよびホイファ、南の建州部、北のイェヘまで延袤千里の広さに達したという。

### 盛者必衰
ワンは暴虐な性格で、自分の利益に貪婪であった。民衆が何か訴えても賄賂の有無をみて主張をかえ、これに倣った部下は、使者として属部に派遣されても傲慢で憚るところなく、鷹でも犬でも雞でも豚でも…、欲しいものは何でも貢がせた。罪状を訴えられた部下が名誉毀損だと訴えれば、ワンはややもすればこれを信じ、民衆を斥けたため、属部は離叛するようになった。
イェヘのチンギヤヌ、ヤンギヌ兄弟は祖父・チュクンゲを殺された恨みを密かにワンに向けていた。そうと知ってか知らでか、ワンはイェヘの兄弟の妹・温姐を娶り、娘をヤンギヌに与え、姻戚関係を結んでイェヘの兄弟を庇護した。しかしワンが老いると、ヤンギヌは蒙古ノン･ホルチン部主・ウンガダイの娘を娶って勢力を伸長させた。ワンの長子・フルガンもまた暴虐な性格であったため、その属部はヤンギヌに帰順する者が出始めた。イェヘはフルガンを仇敵視し始め、ついにワンジュに奪われた13の部落のうち八の部落を奪還した (後にセンゲ･ホンタイジの援軍を得たフルガンが「奪回」する)。ハダ勢力が弱体化したことで、ホイファ、ウラなどはその羈縻から解放された。
万暦10 (1582) 年旧暦7月にワンが憤死すると、イェヘはフルガンに使者を遣って貢勅の返還を求めたが、フルガンはワンの死を兄弟の不忠義に帰結させて逐い返した。一方、明の万暦帝はワンの死を悼んで祭祀をおこなった。その後のハダは後継者の地位をめぐって兄弟同士で争い、ますます国力低下を進行させる。

## 年表
嘉靖31 (1552) 年、叔父・ワンジュが属部の叛乱で横死。恐らくこれ以後数年の内にワンが部主に即位。
嘉靖37 (1558) 年、明朝辺疆を侵犯した紫河堡 (不詳) の酋長・タイチュ (台出)らを捕らえ、掠奪物と併せて明朝に引き渡した。恐らくこの頃までにハンを称してハダ･グルン (-国) を樹立。
嘉靖38 (1559) 年、後の清太祖・ヌルハチ出生。
嘉靖41 (1562) 年、開原辺疆を侵犯した忽失塔 (不詳) らをワンの部下・哈乞納が捕縛し、明朝側の命令で斬首した。
隆慶6 (1572) 年、叛乱した建州部酋長・王杲を説諭して、撫順関で盟約を誓い、拉致された軍民を返還させた。
万暦1 (1573) 年、東徙してきた蒙古トゥメト部に馬を多数掠奪され、次いで同部アルタン･ハーンの弟・韋徵 (ハイスハル･フンドゥレン･ハーン?)、同子・ドゥーレン･センゲ･ホンタイジと相継いで姻戚関係を結んだ。
万暦2 (1574) 年、王杲が再び叛乱し、ワンは拉致された明軍兵士を奪還した。
万暦3 (1575) 年、王杲を捕縛し、紫禁城に押送させた。功績により右柱国、龍虎将軍を授与された。
万暦10 (1582) 年、憤死。

## 呼称
『清史稿』巻223ではワンの明側における呼称「王台」について以下のように説明を加えている。
```
明譯爲王台，｢台｣ ｢萬｣ 音近。……
```

ここにいう「 ｢台｣ ｢萬｣ 音近シ」というのが具体的にどのような音なのかは不明ながら、少なくとも普通話拼音では「台 tái」「万 wàn」とそれぞれ表記される為、音が近いとは感じられない。白川静編『普及版 字通』(平凡社) の「万 (萬)」の項目では以下のように解説されている。
```
旧字は萬に作り、虫の形。……(中略)……〔
段注
〕に蠆
タイ
(さそり)の類であろうという。……(中略)……万は〔
広韻
〕に萬の異体字としてみえる。いま萬の常用字として用いる。……(中略)……〔
説文
〕に萬声として邁・勱・糲
[
24
]
など六字を収める。糲
[
24
]
は厲
レイ
声の字。勱
meat
は勵(励)
liat
と関係のある字であろう。萬声の字は邁、
金文
では萬と通用する。
[
25
]
```

「蠆chài」「勱mài」「邁mài」「勵lì」「糲lì」と同じ声系とされる「萬」に対し、「台 (臺)tái」も本来は「台」と「臺」とで別字であり、『字通』には「台」が「怡イ」系統の字であると解説されているが、どちらにしても撥音-nで綴じる音ではない。また更に、『滿洲實錄』などの満洲語史料で「ᠸᠠᠨwan」と表記されている以上、それでは「萬」という名前は一体誰がつけたのか、「萬」と「王台」はどちらが先かという疑問が残る。
『清史稿』巻223では次のように続く。
```
……明於東邊酋長稱汗者，皆譯爲「王」某，若以王爲姓，萬亦其例也。
```

ワンがフルン (海西女真) の中でめきめきと頭角を表していた頃、明朝は清太祖・ヌルハチの外(曽)祖父とされる建州部領袖の「王杲」に手を焼いていた。また、ワンの叔父・ワンジュは明側から「王中」と呼称された。『清史稿』にあるように、明末頃の女真酋長には「王-◯◯」と呼称された人物がちらほら見られ、或いはワンの「王台」もその類かもしれない。
末代ウラ国主・ブジャンタイの後裔とされる趙東昇氏は自身の手稿『扈伦研究』(1989) の中で、ワンが「王姓に改変した」のは、『清史稿』に説くような明朝の慣習とは関係なく、自らの遠い祖先である金朝のワンヤン氏に「復姓」する為に、音が近い「王wáng」をその漢字表記として選んだのだ、と反論し、また、それに倣ってワンの子孫は代々「王」を漢姓として継承していると説いている。これに従えば、ワンは自ら進んで「王台」と名告り、明朝がそれに従ったということになる。(ハダナラ氏とウラナラ氏とは共にナラ氏の支流であり、ナラ氏は金朝宗室ワンヤン氏ウジュの後裔とされる。)

## 子孫

### 系図
＊本項目は『八旗滿洲氏族通譜』巻23「哈達地方納喇氏」を基に作成した。それ以外に出典がある場合のみ別途脚註を附す。(次の「栄典」の項目に就いても同様。)
＊父不詳の人物全てに別々の人物を父あるいは父祖として充てていては際限がない為、適宜、父不詳の人物同士でまとめた。譬えば、萬の来孫なる人物が複数人でてくる場合、兄弟なのか、従兄弟 (いとこ) なのか、再従兄弟 (はとこ) なのか不明でも、便宜上同じ一人の人物の下にまとめた。反対に、人物をあえて分けたものでも、詳細情報のない人物同士であれば同一人物である可能性も考えられる。
＊一部人名は異なる人物で漢字表記が同一である為、混乱をさける為に「①」、「②」のように数字をつけて区別した。
＊「★」を附した人物については「事績・栄典」の項目で詳しく述べる。
- - - - -
- 長子・フルガン：二代ハダ国主。
  - 孫・ダイシャン：フルガンの子。三代ハダ国主。
  - 孫娘・アミン･ジェジェ (ᠠᠮᡳᠨ ᠵᡝᠵᡝ, amin jeje)[26]：フルガンの娘、ダイシャンの弟、ヌルハチの妃。
- 子・サムハトゥ (samhatu, 薩穆哈図[27][28])：ハイタの実伯。
  - 孫：不詳
    - 曾孫・ダルフ (darhū, 達爾琥)：サムハトゥの孫。ハイタと共にヌルハチに降服した。★
    - 曾孫：不詳。
      - 玄孫・バダクトゥ (badaktu, 巴達克図)：ダルフの実弟の子。★
        - 来孫・ボージュ (booju, 保住)：ダルフの実弟の孫。父不詳。★
          - 昆孫・ジュルマ (jurma, 珠爾瑪)：ダルフの実弟の曾孫。父不詳。★
- 子・ワンシ (wangsi, 旺錫[29])：ウルグダイの実伯。
  - 孫・ハイタ (haita, 海塔)：ワンシの子。★
    - 曾孫・ガダフン (gadahūn, 噶達渾)：ハイタの子。参領を務めた。★
      - 玄孫：サンゲ (桑格①) の実兄。名不詳。
        - 来孫：不詳。
          - 昆孫・ジョオシヤン (joosiyang, 兆祥)：サンゲ (桑格①) の実兄の孫。父不詳。★

      - 玄孫・サンゲ (sangge, 桑格①)：ガダフンの子。副都統を歴任した。★

    - 曾孫：不詳。
      - 玄孫・シテク (siteku[30], 錫特庫①)：ハイタの孫。父不詳。三等侍衛を務めた。
      - 玄孫・ガルサ (garsa, 噶爾薩)：ハイタの孫。父不詳。ビトヘシを務めた。
- 子：不詳。
  - 孫：不詳。
    - 曾孫：不詳。
      - 玄孫：不詳。
        - 来孫・エシェンゲ (ešengge, 額盛額)：ダルフの大叔父の玄孫。父不詳。★
- 子：不詳。
  - 孫・ジョノイ (jonoi, 卓内/卓納)：ワンの孫。父不詳。★
    - 曾孫・ロロ (lolo, 羅絡)：ジョノイの子。礼部侍郎を歴任し、ニル･イジャンギンを兼任した。★
    - 曾孫：不詳。
      - 玄孫：不詳。
        - 来孫：不詳。
          - 昆孫・サンゲ (sangge, 桑格②)：オミダの大伯父の曾孫。父不詳。★

    - 曾孫・ローハン (loohan, 労漢)：チェルベイの実伯。父不詳。★
    - 曾孫：不詳。
      - 玄孫・ルンシク (lungsikū, 隆錫庫)：ローハンの実弟 (名不詳) の子。副都統を歴任した。★
        - 来孫・オミダ：ルンシク子。青州将軍などを歴任。

    - 曾孫・シトク (sitku[31], 錫特庫②)：ロロの実弟。吏部理事官を務めた。★
      - 玄孫・チェルベイ (cerbei, 徹爾貝)：シトク (錫特庫②) の子。★

    - 曾孫：不詳。
      - 玄孫・ショロン (šolon, 碩倫)：ジョノイの孫。父不詳。前鋒侍衛を務め、ニル･イジャンギンを兼任した。
        - 来孫・フィヨーセ (fiyoose, 費約色)：ジョノイの曾孫。父不詳。驍騎校を務めた。
        - 来孫・アミダ (amida, 阿密達)：ジョノイの曾孫。父不詳。甘肅布政使を務めた。
        - 来孫・ロミダ (lomida, 羅密達)：ジョノイの曾孫。父不詳。護軍参領を務めた。
        - 来孫・シュミダ (šumida, 舒密達)：ジョノイの曾孫。父不詳。副都統を務めた。
          - 昆孫・オシャン (ošan, 鄂善)：ジョノイの玄孫。父不詳。延建邵道を務めた。
          - 昆孫・アルン (alun, 阿倫)：ジョノイの玄孫。父不詳。ニル･イジャンギンを務めた。
          - 昆孫・シュデ (šude, 舒徳)：ジョノイの玄孫。父不詳。ビトヘシを務めた。
          - 昆孫・シュミン (šuming, 舒明)：ジョノイの玄孫。父不詳。ビトヘシを務めた。
          - 昆孫・フィヤング (fiyanggū, 費揚古)：ジョノイの玄孫。父不詳。中書を務めた。
          - 昆孫・シュチャン (šucang, 舒常)：ジョノイの玄孫。父不詳。副都統を務め、ニル･イジャンギンを兼任した。
- 子・カングル：ワンの落胤 (私生子)。
- 末子・メンゲブル：四子とも、五子とも。四代ハダ国主。
  - 孫・ウルグダイ：メンゲブルの長子。末代ハダ国主。
  - 孫・ゲバク (革把庫)：メンゲブルの次子。王世忠。
- 娘 (名不詳)：清朝興祖・フマンの三子・ソオチャンガの子・ウタイに嫁いだ。[32][33][34]
- 娘 (名不詳)：アルタン･ハーンの弟・韋徴 (ハイスハル･フンドゥレン･ハーン?) に (或いはその子息に) 嫁いだ。
- 娘 (名不詳)：アルタン･ハーンの長子・ドゥーレン･センゲ･ホンタイジ (小黄台吉) に嫁いだ。
- 娘 (名不詳)：イェヘ東城主・ヤンギヌに嫁いだ。
- 養女・ケンジェ (kenje, 懇哲)：元はワンの族人の娘。ヌルハチの父・タクシの後妻 (jai fujin, 側福晋)。[35][33]
  - 孫・バヤラ (bayara, 巴雅喇)：尊号・ジョリクトゥ (joriktu, 卓里克図)。[35][33]

### 事績・栄典

#### ハイタ (海塔)
ハイタは広寧 (現遼寧省錦州市北鎮市) の遊撃としてヌルハチと矛を交えたが、実伯・サムハトゥ (薩穆哈図) の孫・ダルフ (ダルフ) と共に降服して鑲黄旗に編入され、共に二等軽車都尉 (世職) を授与された。
後にハイタは騎都尉に降格させられたが、ハイタの死後、子のガダフン (噶達渾) が襲職し、その後、三度の優詔で二等軽車都尉に再昇格した。ガダフンは江西、湖広 (現在の湖北・湖南両省の領域に相当) に出征し、建昌府 (現江西省撫州市) で敵軍の首領・邵連登らの兵80,000余を撃ち敗った。また後に武岡州 (現湖南省武岡市)、双井舗(現湖南省邵陽市) 地方で敵将の呉国貴らの兵20,000の抵抗に遭ったがこれも撃ち敗り、戦功により一等軽車都尉に昇級した。ガダフン死後、子・サンゲ (桑格①) が襲職するも病気を理由に退官し、サンゲの実兄の孫・ジャオシヤン (兆祥) が続いて襲職したが、ガダフンが賜った優詔による加増分が削られ、騎都尉兼一雲騎尉に降格した。
ハイタと共に二等軽車都尉を授与されたダルフもまた騎都尉に降格されたが、三度の優詔により二等軽車都尉に再昇格している。継嗣がなかった為、実弟の子・バダクトゥ (巴達克図)、孫・ボージュ (保住)、曾孫・ジュルマ (珠爾瑪) が相継いで襲職したが、ジュルマにも継嗣がなく、その死後、世職は没収された。しかし雍正11 (1733) 年に恩賞としてダルフの大叔父の玄孫・エシェンゲ (額盛額) に雲騎尉が授与された。

#### ジョノイ (卓内)
ジョノイはアイシン･グルン (後金) 初期に帰順して鑲藍旗に編入され、ニルイ･エジェンの職とギョロ姓を与えられた。天聡5 (1631) 年、明朝討伐に廃員として参加し、大凌河城を包囲した。明軍は監軍道の張春らが騎歩兵40,000を率いて錦州 (現遼寧省錦州市) より参戦したが、一部が敗走したため、ジョノイは北へ30余里追擊した。明軍の張春が敗残兵を集めてジョノイらに対し火を放つと、強風に煽られて劇しく燃え上がり、ジョノイを含む多数が戦死した。ジョノイはその後、騎都尉 (世職) を追贈された。子・ロロ (羅絡) が襲職したが剥奪され、実弟のシトク (錫特庫②) が襲職した。シトク (錫特庫②) は吏部理事官に昇任し、職能が評価されて騎都尉兼一雲騎尉に昇級、更に流賊討伐に参加し揚子江で敵船を奪取した戦功により三等軽車都尉に昇格した。シトク (錫特庫②) 死後、子のチェルベイ (徹爾貝) が襲職し、優詔により二等軽車都尉に昇級したが継嗣なく、その死後は実伯・ローハン (労漢) が襲爵した。ローハンは二度の優詔で一等軽車都尉兼一雲騎尉に昇級したが、後に二度の優詔による加増分を剥奪され、二等軽車都尉に降級した。ローハンの実弟の子・ルンシク (隆錫庫) は襲爵した後にチャハル部ブルニ (burni, 布爾尼) 討伐に参加し、大鹵地方 (現山西省太原市) で敵兵を撃ち敗った戦功により一等軽車都尉に昇級した。ルンシク死後、子・オミダが襲爵したが、後に剥奪された。オミダの大伯父の曾孫・サンゲ (桑格②) は襲職後、チェルベイが優詔で得た加増分を削られ、二等軽車都尉に降格した。